# Santa Cruz del Monte
Santa Cruz del Monte es una localidad y también una pedanía del municipio de Villameriel en la provincia de Palencia, en la comunidad autónoma de Castilla y León, España. Está a una distancia de 7,5 km de Villameriel, la capital municipal, en la comarca de Boedo-Ojeda. El pueblo es cruzado por el ramal de la ruta del Besaya.

## Demografía
Evolución de la población en el siglo XXI
| Gráfica de evolución demográfica de Santa Cruz del Monte entre 2000 y 2020 |
|                                                                            |
| Población de derecho (2000-2020) según el padrón municipal del INE         |

## Historia
Durante la Edad Media pertenecía a la Merindad menor de Monzón , Meryndat de Monçon
A la caída del Antiguo Régimen la localidad se constituye en municipio constitucional que en el censo de 1842 contaba con 19 hogares y 100 vecinos, para posteriormente integrarse en Villameriel.

## Patrimonio
- Iglesia de San Cristóbal con múltiples referencias jacobeas en su portada e interior.
- Parque de la Ermitilla: parque sobre el solar sobre el que se levantaba una pequeña ermita a los pies de la calle mayor por la que pasaba el ramal del Camino de Santiago.